# Bishop (Familienname)
Bishop ist ein ursprünglich berufsbezogener englischer Familienname mit der Bedeutung „Bischof“. Vermutlich bezeichnete der Name ursprünglich eine Person, die einem Bischof diente.

## Namensträger

### A
- Abby Bishop (* 1988), australische Basketballspielerin
- Alexander Bishop (William Henry Alexander Bishop, 1897–1984), britischer General, Militärgouverneur von Nordrhein-Westfalen
- Alan Bishop (Musiker), US-amerikanischer Musiker
- Alan J. Bishop (1937–2023), britisch-australischer Mathematikpädagoge
- Alan W. Bishop (1920–1988), britischer Geotechniker
- Andrew Bishop (Rugbyspieler) (* 1985), walisischer Rugby-Union-Spieler
- Andrew Bishop (Musiker) (* um 1970), US-amerikanischer Musiker
- Ann Bishop (1899–1990), US-amerikanische Parasitologin
- Anne Bishop (* 1955), US-amerikanische Autorin
- Anthony Bishop (1971–2019), südafrikanischer Schauspieler
- Arthur Gary Bishop (1952–1988), US-amerikanischer Serienmörder
- Asher Bishop (* 2008), US-amerikanischer Kinderdarsteller und Synchronsprecher

### B
- Barbara Bishop (* 1956), barbadische Leichtathletin
- Barry Bishop (1932–1994), US-amerikanischer Extrembergsteiger
- Ben Bishop (* 1986), US-amerikanischer Eishockeyspieler
- Bernardine Bishop (1939–2013), britische Schriftstellerin
- Bernice Pauahi Bishop (1831–1884), hawaiianische Adlige und Philanthropin
- Bill Bishop (Baseballspieler, 1869) (1869–1932), US-amerikanischer Baseballspieler
- Bill Bishop (Baseballspieler, 1900) (1900–1956), US-amerikanischer Baseballspieler
- Bill Bishop (Footballspieler) (1931–1998), US-amerikanischer American-Football-Spieler
- Billy Bishop (Pilot) (1894–1956), kanadischer Pilot
- Billy Bishop (Musiker) (1906–1995), amerikanischer Pianist und Bigband-Leader kanadischer Herkunft
- Bob Bishop († 2014), US-amerikanischer Softwareentwickler
- Bridget Bishop († 1692), britisch-amerikanische Frau
- Bronwyn Bishop (* 1942), australische Politikerin

### C
- C. W. Bishop (1890–1971), US-amerikanischer Politiker
- Carole Bishop (* 1949), kanadische Volleyballspielerin
- Caroline Bishop (1846–1929), englisch-britische Aktivistin für Kindergärten
- Catherine Bishop (* 1971), britische Ruderin
- Charles Reed Bishop (1822–1915), US-amerikanischer und hawaiianischer Unternehmer, Politiker und Philanthrop

- Christopher Bishop (* 1959), britischer Informatiker
- Chris Bishop (Politiker) (* 1983) in Neuseeland
- Chris Bishop (Historiker), Militärhistoriker und Buchautor
- Christopher J. Bishop (1987 promoviert), amerikanischer Mathematiker

- Christopher Bishop (Christopher Michael Bishop; * 1959), Laboratory Director at Microsoft Research Cambridge, Professor of Computer Science at the University of Edinburgh
- Clark Bishop (* 1996), kanadischer Eishockeyspieler

### D
- D’Andre Bishop (* 2002), antiguanischer Fußballspieler
- Dan Bishop (* 1964), US-amerikanischer Politiker
- Daisy Bishop, US-amerikanische Schauspielerin
- Diana Bishop (* 1947), britische Ruderin
- Dickinson H. Bishop (1887–1961), Überlebender des Untergangs der Titanic

### E
- Ed Bishop (1932–2005), US-amerikanischer Schauspieler
- Edmund Bishop (1846–1917), englischer Liturgiewissenschaftler
- Edward Bishop, Baron Bishopston (1920–1984), britischer Politiker
- Elizabeth Bishop (1911–1979), US-amerikanische Schriftstellerin
- Elvin Bishop (* 1942), US-amerikanischer Sänger und Gitarrist
- Eric Marlon Bishop, bekannt als Jamie Foxx (* 1967), US-amerikanischer  Schauspieler, Musiker und Komiker
- Errett Bishop (1928–1983), US-amerikanischer Mathematiker

### F
- Farzad Bishop, iranischer Militärschriftsteller

### G
- George Bishop (Astronom) (1785–1861), britischer Astronom
- George Bishop (Fußballspieler) (1901–??), walisischer Fußballspieler
- George Bishop (Musiker) (1947–2005), US-amerikanischer Saxophonist
- George H. Bishop (1889–1973), US-amerikanischer Neurophysiologe
- George Sydney Bishop (1913–1999), britischer Beamter, Geschäftsmann und Forschungsreisender
- Gilbert Bishop (* 1946), deutscher Sänger und Musiker

### H
- Hazel Bishop (1906–1998), US-amerikanische Chemikerin und Unternehmerin
- Henry Rowley Bishop (1786–1855), englischer Komponist
- Hutchens Chew Bishop (1859–1937), amerikanischer Geistlicher

### I
- Ian Bishop (Badminton) (* 1951), kanadischer Badmintonspieler und -funktionär
- Ian Bishop (Bischof) (* 1962), britischer Geistlicher, Bischof von Thetford
- Ian Bishop (Fußballspieler) (Ian William Bishop; * 1965), englischer Fußballspieler
- Ian Bishop (Cricketspieler, 1967) (Ian Raphael Bishop; * 1967), Cricketspieler aus Trinidad
- Ian Bishop (Cricketspieler, 1977) (Ian Emlyn Bishop; * 1977), englischer Cricketspieler
- Isabel Bishop (1902–1988), US-amerikanische Künstlerin
- Isabella Bishop (1831–1904), englische Reiseschriftstellerin

### J
- J. H. Bishop, britischer Radrennfahrer
- James Bishop (Kolonialverwalter) (1625–1691), englischer Kolonialverwalter, Vizegouverneur von Connecticut
- James Bishop (Politiker) (1816–1895), US-amerikanischer Politiker
- James Bishop (Maler) (1927–2021), US-amerikanischer Maler
- James Bishop (Journalist) (* 1929), US-amerikanischer Journalist und Herausgeber
- James Bishop (Diplomat) (* 1938), US-amerikanischer Diplomat
- James Chapman Bishop (1783–1854), britischer Orgelbauer
- Jeb Bishop (* 1962), US-amerikanischer Jazz-Posaunist
- Jennifer Bishop (* 1941), US-amerikanische Schauspielerin
- Jeremiah Bishop (* 1976), US-amerikanischer Mountainbike- und Cyclocrossfahrer
- Jesse Bishop (1933–1979), US-amerikanischer Mörder
- Joe Bishop (1907–1976), US-amerikanischer Arrangeur, Komponist und Flügelhornist
- Joey Bishop (1918–2007), US-amerikanischer Sänger, Schauspieler und Showmaster
- John Bishop (Musikpädagoge) (Lionel Albert Jack Bishop; 1903–1964), australischer Musiker, Dirigent und Musikpädagoge
- John Bishop (Motorsportfunktionär) (1926–2014), US-amerikanischer Motorsportfunktionär, Mitbegründer der International Motor Sports Association
- John Bishop (Drehbuchautor) (1929–2006), US-amerikanischer Drehbuchautor
- John Bishop (Molekularbiologe) († 2019), britischer Molekularbiologe
- John Bishop (Gitarrist) (1946–2011), US-amerikanischer Gitarrist
- John Bishop (Schlagzeuger), US-amerikanischer Schlagzeuger
- John Bishop (Schauspieler) (* 1966), britischer Schauspieler und Komiker
- John Bishop (Autor), britischer Autor, Polizeioffizier und Hochschullehrer
- John Michael Bishop (auch Michael Bishop; * 1936), US-amerikanischer Virologe und Mikrobiologe
- John Peale Bishop (1892–1944), US-amerikanischer Schriftsteller und Dichter
- John R. Bishop (1901–1983), Tontechniker und Tonmeister
- Julie Bishop (Schauspielerin) (1914–2001), US-amerikanische Schauspielerin
- Julie Bishop (Politikerin) (* 1956), australische Politikerin
- Justin Bishop (* 1974), irischer Rugby-Union-Spieler

### K
- Kelly Bishop (* 1944), US-amerikanische Schauspielerin
- Kevin Bishop (* 1980), britischer Schauspieler
- Kirsten Bishop († 2014), kanadische Schauspielerin und Synchronsprecherin

### L
- Larry Bishop (* 1948), US-amerikanischer Schauspieler, Produzent, Regisseur und Drehbuchautor
- Louis F. Bishop (1901–1986), US-amerikanischer Kardiologe, Sportmediziner und Mitbegründer des American College of Sports Medicine

### M
- Mary Catherine Bishop Weiss (1930–1966), US-amerikanische Mathematikerin und Hochschullehrerin
- Matilda Ellen Bishop (1842–1913), britische Pädagogin und Hochschulrektorin
- Matt Bishop (* 1962), englischer Journalist, Autor, Schriftsteller und PR-Manager
- Maurice Bishop (1944–1983), grenadischer Politiker
- Melissa Bishop-Nriagu (* 1988), kanadische Mittelstreckenläuferin
- Meredith Bishop (* 1976), US-amerikanische Schauspielerin
- Michael Bishop, Baron Glendonbrook (* 1942), britischer Adliger und Geschäftsmann
- Michael Bishop (Schriftsteller) (1945–2023), US-amerikanischer Schriftsteller
- Michael Bishop (Komponist), US-amerikanischer Komponist, Musiker und Sänger
- Michael Bishop (Tontechniker) (* 1951), US-amerikanischer Tontechniker und Produzent
- Michael Bishop (Schauspieler), australischer Schauspieler
- Mike Bishop (Leichtathlet) (* 1955), britischer Leichtathlet
- Mike Bishop (Baseballspieler) (1958–2005), US-amerikanischer Baseballspieler
- Mike Bishop (Politiker) (* 1967), US-amerikanischer Politiker

### N
- Naomi Bishop (* 1967), britische Wasserspringerin
- Nicholas Bishop (* 1973), australischer Schauspieler
- Nikki Bishop (* 1973), australische Vielseitigkeitsreiterin

### P
- Paul Bishop (Rugbyspieler), brasilianischer Rugbyspieler
- Paul Bishop (Autor), US-amerikanischer Polizist und Autor
- Paul Bishop (Schauspieler) (* 1966), australischer Schauspieler
- Paul Bishop (Germanist) (* 1967), Professor für Germanistik an der University of Glasgow
- Paul Bishop (Tennisspieler) (* 1985), britischer Tennisspieler
- Phanuel Bishop (1739–1812), US-amerikanischer Politiker

### R
- Ralph Bishop (Ralph English Bishop; 1915–1974), US-amerikanischer Basketballspieler
- Raymond Bishop (* 1945), britischer theoretischer Physiker
- Richard Bishop (Maler) (Richard Evett Bishop; 1887–1975), US-amerikanischer Maler und Grafiker
- Richard Bishop (Turner) (1910–1996), US-amerikanischer Turner
- Richard Bishop (Musiker), US-amerikanischer Gitarrist, Sänger und Komponist
- Richard L. Bishop (1931–2019), US-amerikanischer Mathematiker
- Richard M. Bishop (1812–1893), US-amerikanischer Politiker (Ohio)
- Rob Bishop (* 1951), US-amerikanischer Politiker
- Robert Bishop (Künstler) (1945–1991), US-amerikanischer Schriftsteller und Künstler
- Robert D. Bishop Jr. (* um 1952), pensionierter Generalleutnant der U.S. Air Force
- Robert William Bishop (* 1951), US-amerikanischer Politiker, siehe Rob Bishop
- Rodney Bishop (* 1966), britischer Rapper und Tänzer
- Ronald Bishop (Bogenschütze)  (1931–2023), britischer Bogenschütze
- Ronald Eric Bishop (1903–1989), britischer Flugzeug-Konstrukteur
- Roswell P. Bishop (1843–1920), US-amerikanischer Politiker

### S
- Sanford Bishop (* 1947), US-amerikanischer Politiker
- Shawn Bishop (1971–2021), kanadischer Physiker und Hochschullehrer
- Steele Bishop (* 1953), australischer Radsportler
- Stephanie Bishop (1959–2010), Pseudonym von Viper (Pornodarstellerin), US-amerikanische Pornodarstellerin
- Stephanie Bishop (Schauspielerin) (* 1964), britische Schauspielerin
- Stephen Bishop (Höhlenforscher) (1821–1857), US-amerikanischer Höhlenforscher
- Stephen Bishop (* 1940), US-amerikanischer Pianist und Dirigent, siehe Stephen Kovacevich
- Stephen Bishop (Musiker) (* 1951), US-amerikanischer Gitarrist, Sänger und Komponist
- Stephen Bishop (Schauspieler) (* 1970), US-amerikanischer Baseballspieler und Schauspieler

### T
- T. A. M. Bishop (1907–1994), britischer Mediävist
- Thomas Bishop (Politiker) (1868–nach 1921), gambischer Mediziner und Politiker
- Thomas Bishop (Ruderer) (* 1947), britischer Ruderer
- Thomas Bishop (Triathlet) (* 1991), britischer Duathlet und Triathlet
- Tim Bishop (* 1950), US-amerikanischer Politiker

### V
- Vaughn Bishop (1946–2023), US-amerikanischer Geheimdienstmitarbeiter

### W
- Wallace Bishop (1906–1986), US-amerikanischer Schlagzeuger
- Walter Bishop junior (1927–1998), US-amerikanischer Pianist
- Washington Irving Bishop (1856–1889), US-amerikanischer Mentalist

- William Bishop (Bischof) (um 1553–1624), britischer Geistlicher, Titularbischof von Chalcedon
- William Bishop (Schauspieler) (1918–1959), US-amerikanischer Schauspieler
- William D. Bishop (1827–1904), US-amerikanischer Politiker
- William Bishop (Radsportler) (* 1965), US-amerikanischer Radrennfahrer
- William Warner Bishop, Jr. (1906–1987), amerikanischer Jurist und Hochschullehrer

### Z
- Zealia Bishop (1897–1968), US-amerikanische Schriftstellerin